# Uładzimir Bielakou
Uładzimir Leanidawicz Bielakou (biał. Уладзімір Леанідавіч Белякоў, ros. Владимир Леонидович Беляков, Władimir Leonidowicz Bielakow; ur. 21 września 1948 w Mścisławiu) – białoruski lekarz chirurg i polityk, deputowany do Rady Najwyższej Republiki Białorusi XIII kadencji.

## Życiorys

### Młodość i praca
Urodził się 21 września 1948 roku w Mścisławiu, w obwodzie mohylewskim Białoruskiej SRR, ZSRR. W 1972 roku ukończył Witebską Państwową Akademię Medyczną. W latach 1972–1973 pracował jako lekarz internista w Mohylewskim Szpitalu Obwodowym. W latach 1973–1974 był chirurgiem w Bobrujskim Szpitalu Miejskim. W latach 1975–1984 pełnił funkcję chirurga w przychodni przyzakładowej Zjednoczenia Produkcyjnego „Chimwołokno” w Mohylewie. W latach 1984–1990 pracował jako chirurg, ordynator w Mińskim Szpitalu Klinicznym Nr 4. W latach 1990–1991 był lekarzem naczelnym Mińskiego Szpitala Klinicznego Nr 10. W latach 1991–1996 pełnił funkcję kierownika Wydziału Ochrony Zdrowia Mińskiego Miejskiego Komitetu Wykonawczego. W 1995 roku był członkiem Białoruskiego Ruchu Patriotycznego.

### Działalność parlamentarna
W drugiej turze wyborów parlamentarnych 28 maja 1995 roku został wybrany na deputowanego do Rady Najwyższej Republiki Białorusi XIII kadencji z Mścisławskiego Okręgu Wyborczego Nr 171. 9 stycznia 1996 roku został zaprzysiężony na deputowanego. Od 23 stycznia pełnił w Radzie Najwyższej funkcję przewodniczącego Stałej Komisji ds. Ochrony Zdrowia, Kultury Fizycznej i Sportu. Należał do popierającej prezydenta Alaksandra Łukaszenkę frakcji „Zgoda”. Od 3 czerwca był członkiem grupy roboczej Rady Najwyższej ds. współpracy z Bundestagiem Republiki Federalnej Niemiec. 21 czerwca został członkiem delegacji Rady do Zgromadzenia Parlamentarnego Stowarzyszenia Białorusi i Rosji. 27 listopada 1996 roku, po dokonanej przez prezydenta kontrowersyjnej i częściowo nieuznanej międzynarodowo zmianie konstytucji, nie wszedł w skład utworzonej przez niego Izby Reprezentantów Zgromadzenia Narodowego Republiki Białorusi I kadencji. Zgodnie z Konstytucją Białorusi z 1994 roku jego mandat deputowanego do Rady Najwyższej zakończył się 9 stycznia 2001 roku; kolejne wybory do tego organu jednak nigdy się nie odbyły.

## Życie prywatne
Uładzimir Bielakou jest żonaty, ma dwoje dzieci. W 1995 roku mieszkał w Mińsku.